# Heathcock Peak
Der Heathcock Peak ist ein 2310 m hoher Berg im westantarktischen Marie-Byrd-Land. Im östlichen Teil der Caloplaca Hills ragt er oberhalb des Westrands des Reedy-Gletschers auf.
Der United States Geological Survey kartierte ihn anhand eigener Vermessungen und Luftaufnahmen der United States Navy aus den Jahren von 1960 bis 1964. Das Advisory Committee on Antarctic Names benannte ihn 1967 nach Joe D. Heathcock, Bauarbeiter auf der Byrd-Station im Jahr 1962.